# Estação Parc (Metrô de Montreal)
A Estação Parc é uma das estações do Metrô de Montreal, situada em Montreal, entre a Estação Acadie e a Estação De Castelnau. Faz parte da Linha Azul.
Foi inaugurada em 15 de junho de 1987. Localiza-se na Rua Hutchison. Atende o distrito de Villeray–Saint-Michel–Parc-Extension.